# Fiorenza (cognome)
Fiorenza è un cognome di lingua italiana.

## Varianti
Fiorenzi, Fiorenzo, Florenza, Florenzi, Florenzo.

## Origine e diffusione
Cognome tipicamente siciliano, è diffuso nell'isola, nel reggino, in Salento, in Campania e nel basso Lazio.
Potrebbe derivare dal cognomen latino Florentius, da cui deriva anche il prenome Fiorenzo.
In Italia conta circa 1337 presenze.
Fiorenzo è tipicamente meridionale; Fiorenzi compare nel romano e nell'aquilano; Florenza, Florenzi e Florenzo sono estremamente rari, con il secondo concentrato nel romano e nel reatino.

## Persone
- Giacomo Fiorenza – musicista e produttore discografico italiano
- Giovanni Fiorenza – pilota motonautico italiano
- Giuseppe Fiorenza – arcivescovo cattolico italiano
- Nicola Fiorenza – compositore e violinista italiano
- Stelio Fiorenza – regista cinematografico e sceneggiatore italiano